# Tibetzentrum Österreich

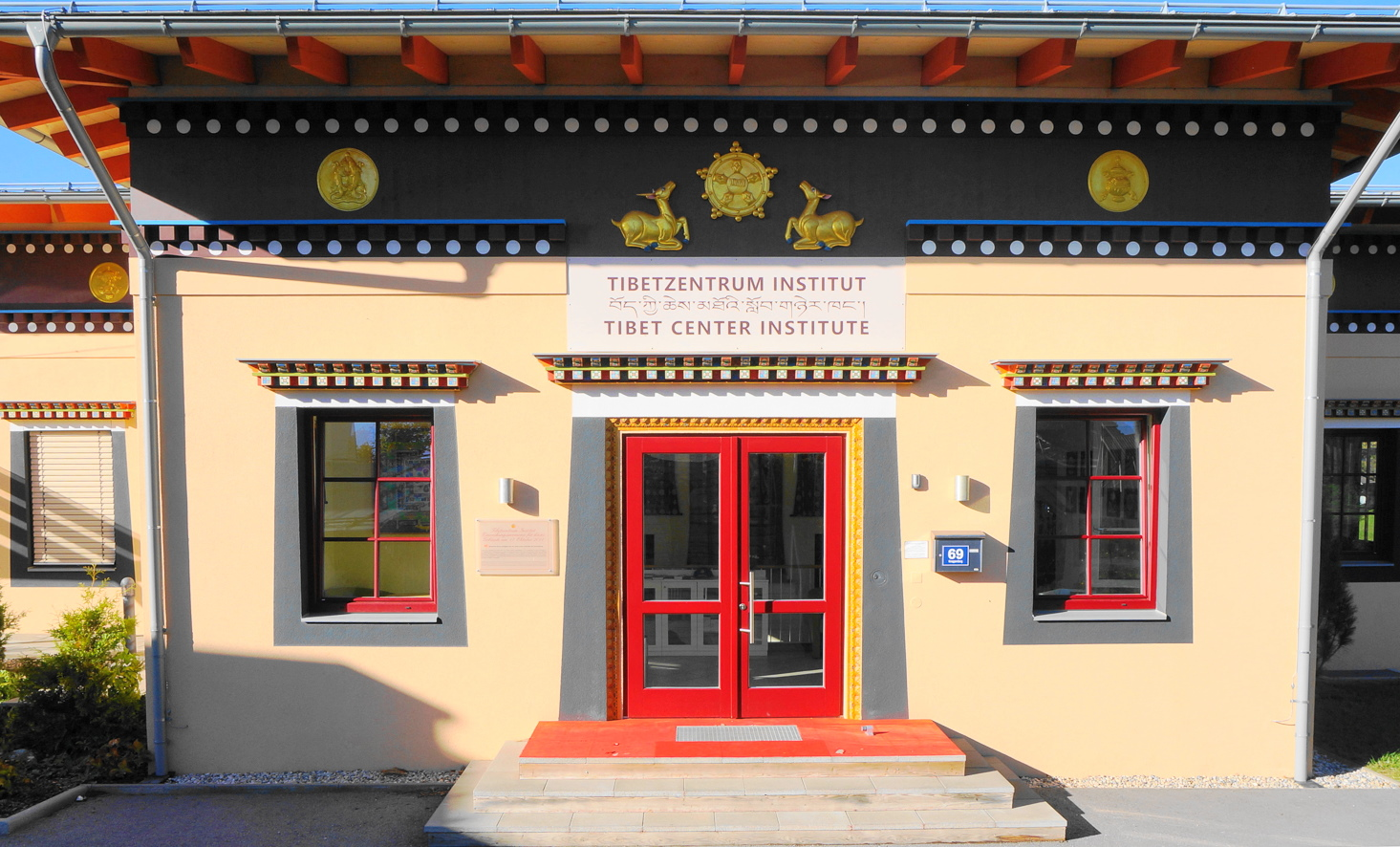
Tibetzentrum

Das Tibetzentrum Österreich (Tibet Center Austria - TCA) wurde vom 14. Dalai Lama, dem Gelehrten Geshe Tenzin Dhargye und dem Tibet Büro Genf mit der Unterstützung der Kärntner Landesregierung in Knappenberg gegründet. Es bietet ein Bildungsprogramm zu Tibets Wissen und Kultur auf akademischem Niveau.

## Geschichte
Kärnten hat eine gewisse Tradition der Verbindung zu Tibet, die auf das Lebenswerk von Heinrich Harrer, einem langjährigen Freund und ehemaligen Lehrer des 14. Dalai Lama, zurückgeht. Daher entstand unter Landeshauptmann Jörg Haider die Idee eines tibetischen Kulturzentrums. Als Standort wurde Knappenberg, ein Ortsteil von Hüttenberg (dem Geburtsort Harrers) auf 1000 m Seehöhe an der Saualpe in Nordostkärntnen gewählt.
2005 willigte der Dalai Lama ein, dieses von der Kärntner Landesregierung und der Marktgemeinde Hüttenberg vorgelegte Projekt einer Bildungseinrichtung mit angeschlossenem Hotel zu unterstützen. Da eine örtliche Unternehmerfamilie aus dem Projekt ausstieg, kam der Bau aber nicht über eine feierliche Grundsteinlegung hinaus.
Das Tibetzentrum wurde 2008 vom Dalai Lama, und dem Tibet Büro Genf, der Repräsentanz der tibetischen Exilregierung in Zentraleuropa, gegründet, und befindet sich seither unter der Schirmherrschaft des Dalai Lama. Es wurde als gemeinnütziger Verein umgesetzt und fungierte ab der Eröffnung am 31. Oktober 2008 bis Mai 2014 als Bildungseinrichtung in angemieteten Räumlichkeiten im Musikzentrum Knappenberg.
Der Dalai Lama setzte Geshe Tenzin Dhargye als Direktor und ständigen Lehrer des Tibetzentrums ein. Präsident des Vereines ist Ngodup Mutup.
Im Mai 2012 wurde der neuntägige Besuch des 14. Dalai Lama in Österreich vom Tibetzentrum organisiert und durchgeführt. Es gab Veranstaltungen in Klagenfurt, Salzburg und Wien, zu denen in Summe rund 30.000 Besucher kamen. Weitere ca. 15.000 Zuschauer waren via Live-Stream dabei. Insgesamt waren bei diesen Veranstaltungen 200 ehrenamtliche Helfer im Einsatz. Der Erlös der Veranstaltungen wurde neben der Abdeckung der Kosten für humanitäre Zwecke verwendet.
2014 wurde der Sitz des Bildungsinstituts in sein neues Gebäude in Knappenberg verlegt. Am 17. Mai 2012 segnete der Dalai Lama auf einem Europabesuch den Bau feierlich, die Einweihung fand am 17. Oktober 2014 statt.

## Ziele

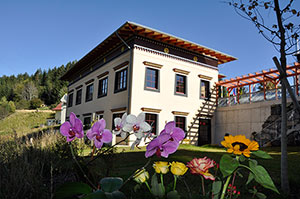
Tibetzentrum Nordansicht

Das Tibetzentrum verfolgt das Ziel, tibetisches Wissen und Kultur in einer für den westlichen Kontext aufbereiteten Weise zu vermitteln. Als Reaktion auf den Appell des Dalai Lama engagiert sich das Institut für die Förderung universeller menschlicher Werte. Der Fokus liegt darauf, geistiges und körperliches Wohlbefinden zu stärken und somit zur globalen Entwicklung von Frieden und Glück beizutragen. Zudem dient das Zentrum als Brückenbauer für den interkulturellen und interreligiösen Dialog.
Mit seinem Bildungsprogramm schafft das Tibetzentrum einen Zugang zur buddhistischen Kultur auf akademischer, säkularer (nicht-religionsgebundener) und religiöser Ebene und bietet Bildungsprogramme zu allen tibetischen Wissensgebieten (tibetisch Rigne) an. In enger Zusammenarbeit mit der Universität für Tibetische Studien in Sarnath, Indien und dem Tibetischen Medizin- und Astrologie-Institut (Men-Tsee-Khang) in Dharamsala, Indien, bietet das Tibetzentrum seinen Teilnehmern nach Abschluss seiner Diplomlehrgänge Zertifikate.
Angesiedelt am Zentrum ist auch der Kärntner Zweig der Thekchen Dho-ngag Choeling (TDC), den Vertretern der Gelug-Tradition des tibetischen Buddhismus, einer der Gruppen der Österreichischen Buddhistischen Religionsgesellschaft als anerkannte Religionsgemeinschaft.

## Bildungsprogramm
Angeboten werden mehrsemestrige Diplomlehrgänge im Themenkreis Buddhistische Religion & Philosophie und Buddhistische Wissenschaft des Geistes sowie Traditionelle Tibetische Medizin und Kurse und Seminare zu diesen Themen.
Die Zertifikate der Diplomlehrgänge werden gemeinsam mit der Universität für Tibetische Studien (Central University of Tibetan Studies – CUTS) in Varanasi, Sarnath (Indien) beziehungsweise dem Tibetischen Medizininstitut (Men-Tsee-Khang – Tibetan Medical and Astro Institute) in Dharamsala (Indien) ausgestellt und sind damit international anerkannt.

### Themenbereiche
- Indo-Tibetische Kulturwissenschaften:
  - Buddhistische Wissenschaft des Geistes
  - Buddhistische Philosophie und Religion
- Traditionelle Tibetische Medizin:
  - Grundlagen der Traditionellen Tibetischen Medizin
  - Jamche Kunye – Tibetische Massage und Sanfte Anwendungen
- Weitere:
  - Tibetische Sprache
  - Traditionelle Tibetische Thangka-Malkunst
  - Traditionelle Tibetische Astrologie

### Teilnehmerstatistik
Insgesamt besuchten bis 2015 an die 10.000 Personen die Veranstaltungen des Tibetzentrum Instituts, davon haben etwa 200 Personen Diplomlehrgänge absolviert, weitere 100 befinden sich derzeit in einer der Diplom-Ausbildungen. Die Teilnehmer kommen aus 10 Nationen, wobei der Großteil aus Österreich, Deutschland und der Schweiz stammt.